# Finomkerámiaipari Művek
A Finomkerámiaipari  Művek  (rövidítése:FIM) a magyarországi porcelángyárakat és a kerámiaüzemeket egyesítő összevont állami nagyvállalat volt. 1963-ban hozták létre. Miután az 1980-as évek elején megszűnt, tagvállalatai visszanyerték önállóságukat. 

## Története
A magyar finomkerámiaipari gyárakat 1948-1949 folyamán államosították és egyes vállalatokat összevonatak.
1963. július 1-jével az Építésügyi Minisztérium az országban működő hét porcelángyárból  létrehozott egy nagyvállalatot, eredetileg ÉM Finomkerámiaipari Országos Vállalat (FOV) néven. Központja  Kőbányán, 1106  Budapest, Tárna utca 4. sz. alatt volt. Később kiegészült az újonnan alapított Alföldi Porcelángyárral.
1968.január 1-jével a vállalat neve  Finomkerámiaipari Művek (FIM) lett.  A gyárak önállósága megszűnt. A művek élén vezérigazgató állt. Szervezeti rendszere 1971-re alakult ki, a Kalocsai Porcelánfestő Üzem és a Városlődi Majolikagyár létesítésével  
1981-től a Herendi Porcelángyár és a Hollóházi Porcelángyár önálló vállalatként működött.

### Megszűnése
1982-ben a FIM megszűnt. 
Az építésügyi és városfejlesztési miniszter  dr. Sárközy Dezsőt a Finomkerámiaipari Műveknél betöltött vezérigazgatói beosztásából — "a művek megszűnése miatt, érdemei elismerésével" — felmentette.
A Tárna utcában a KŐPORC Elektronikai Alkatrész és Műszaki Kerámiagyártó Vállalat működött tovább. 

## A FIMCOOP
A Finomkerámiaipari Művek megszűnése után egy hónappal, az önállósult hat porcelángyár több iparági szintű feladat ellátására megalapította a Fimcoop Finomkerámiaipari Közös Vállalatot. Rövidítése: FIMCOOP; székhelye: 1067 Budapest, Csengery u. 53. Ez a cég gondoskodott ettől kezdve a legfontosabb hazai és importalapanyagok beszerzéséről, a közös számítástechnikai központ, a korábban létrehozott üdülők és oktatási központ hasznosításáról. 

## A nagyvállalat tagvállalatai
- Alföldi Porcelángyár, Hódmezővásárhely
- Budapesti Porcelángyár,
- Debreceni Porcelángyár,
- Gránit Csiszolókorong- és Kőedénygyár, Budapest („GRANIT” Csiszolószerszám- és Kőedénygyártó Vállalat)
- Herendi Porcelángyár,
- Hódmezővásárhelyi Majolikagyár,
- Hollóházi Porcelángyár,
- a budapesti Műszaki Kerámiagyár,
- Kalocsai Porcelánfestő Üzem,
- Kőbányai Porcelángyár,
- Romhányi Építési Kerámiagyár (vagy Romhányi Cserépkályhagyár),
- Városlődi Majolikagyár,
- a pécsi Zsolnay  Porcelángyár (Pécsi Porcelángyár).